# Polži podrejo oreh
Povest Polži podrejo oreh je delo prekmurskega avtorja Ferda Godine in je izšla leta 1987 v zbirki povesti Siničke v škornju.

## Interpretacija
Vsako leto spomladi je reka Mura poplavljala polje in gozdove. Kdaj bo narasla pa nihče ni vedel, razen polžev ki v času poplave splezali na debla dreves in počakali da je bilo najhujše mimo. Berdenov Tonč pa jih je pobiral z dreves in jih odpeljal v Ljutomer in jih prodajal ljutomerskim trgovcem, katerim so bili ocvrti polži prava poslastica. Nekega dne jih je nabral za celo kad in jih je naslednji dan nameraval odpeljati v Ljutomer. Polži pa so sklenili, da se bodo rešili, saj so slutili da jih tam ne čaka prav nič dobrega. Splezali so iz kadi in hiteli na bližnji oreh. Tam se jih je zbralo toliko, da so se veje začele nagibati in ko je veter zapihal, se je oreh podrl. Če bi veter zapihal v drugo stran, bi oreh padel na Tončevo hišo, katerega je trušč oreha zbudil. Težko mu je bilo za orehom, ki ga je imel najrajši. Pozabil je na prazno kad, zaradi teme pa sploh ni opazil da so bili polži na podrtem orehu. Ko se je vrnil v hišo, so polži zlezli iz oreha in hiteli nazaj proti Muri.